# Шайо
Шайо или Слана (на словашки: Slaná, на унгарски: Sajó) е река в Словакия (Кошицки и Банскобистришки край) и Унгария (област Боршод-Абауй-Земплен), десен приток на Тиса (ляв приток на Дунав). Дължина 229 km, площ на водосборния басейн 12 700 km².
Река Шайо води началото си под името Слана на 1287 m н.в., от северното подножие на връх Столица (1476 m), най-високата точка на Словашките Рудни планини, в крайната западна част на Кошицки край в Словакия. В горното си течение протича в дълбока и тясна планинска долина в началото на изток, а след това на юг. При словашкия град Торналя излиза от планината, долината ѝ значително се разширява и тече през хълмиста местност. При устието на десния си приток Римава завива на изток и навлиза на унгарска територия под името Шайо. Постепенно завива на югоизток, като заобикаля от север и изток нископланинския масив Бюк (959 m) и при град Мишколц навлиза в североизточната част на Среднодунавската низина. Влива се отдясно в река Тиса (ляв приток на Дунав), на 92 m н.в., на 3 km североизточно от град Тисауйварош..
На югозапад водосборният басейн на Шайо (Слана) граничи с водосборните басейни на реките Егер и Задва (десни притоци на Тиса), на запад и северозапад – с водосборните басейни на реките Ипел, Хрон и Вах (леви притоци на Дунав), на север – с водосборния басейн на река Висла (от басейна на Балтийско море), а на изток – с водосборните басейни на река Бодрог и други по-малки десни притоци на Тиса. В тези си граници площта на водосборния басейн на Шайо (Слана) възлиза на 12 700 km² (8,08% т водосборния басейн на Тиса).
Основните притоци: леви – Бодва (113 km, 890 km²), Хернад (286 km, 5500 km²), Такта; десни – Щитник, Муран, Турец (50 km, 363 km²), Римава (86 km, 1380 km²), Хангон.
Шайо (Слана) има предимно дъждовно подхранване с ясно изразено пролетно пълноводие и лятно маловодие, с характерни епизодични лятно-есенни прииждания в резултат на поройни дъждове във водосборния ѝ басейн. Среден годишен отток около 70 m³/sec. Замръзва за 1 – 2 месеца през зимата, но не всяка година.
По цялото си протежение долината на реката е гъсто заселена. По-големите селища са градовете: Рожнява и Торналя в Словакия; Казинцбарцика, Шайосентпетер и Мишколц в Унгария.